# Hranice Abyss
Hranice Abyss (tjekkisk: Hranická propast) er den dybeste oversvømmede grotte i verden. Det er et karsthul nær byen Hranice i Tjekkiet. Den største bekræftede dybde er 519,5 meter, hvoraf 450 meter er under vand. I 2020 afslørede en videnskabelig ekspedition til grotten, at en del af systemet tilsyneladende når 1 kilometers dybde, selv om de nederste dele er sedimentfyldte. Ved analyse af vandet fandt man kulstof- og heliumisotoper, som antyder, at grotten er blevet dannet af surt vand, opvarmet af kappen, som strømmer op nedefra.

## Beskrivelse
Den ligger nær Zbrašovs aragonithuler, som er åbne for offentligheden. Afgrundens samlede dybde (mindst 473,5 m) er ukendt, da den nederste del af afgrunden er oversvømmet af Hranice-søen. Afgrunden har en elliptisk form og ligger i SØ-SV-retning. Den er cirka 110 meter lang på det længste sted og 50 meter bred på det bredeste sted. For de fleste besøgende er den mest interessante figur afgrundens dybde inklusive den oversvømmede del, men i virkeligheden er det et ret robust karst-system. Karstfænomener (f.eks. jordfaldshuler) kan også observeres i umiddelbar nærhed af afgrunden. I en dybde af 48 meter under søens overflade, efter at have krydset Zubatice-sifonen, er det muligt at stige op til de tørre huler (Rotunda Dry, Heaven I-III, Monika). Disse overvåges løbende, herunder vand- og lufttemperaturmålinger. Derudover er den tørre rotunde kendt som rasteplads for flagermuser, som kommer ind i den gennem en meget smal passage fra Jezírka-området. De skal krydse omkring 7 meter klippemasse. Forekomsten af flagermus overvåges og studeres af eksperter fra Instituttet for Biologi ved Den Tjekkiske Republiks Videnskabsakademi.

## Dybde
Den tørre del af afgrunden er 69,5 m dyb. Der er en lille sø på bunden. Under overfladen blev afgrunden kortlagt til en dybde på -170 m (Pavel Říha, 2005), efterfulgt af et dyk til en dybde på -181 m (Starnawski, 2000) og et dyk den 21. juni 2012 til en dybde på -217 m (Starnawski med et hold på seks tjekkiske og polske dykkere). Robot (R.O.V.) Hyball befandt sig på en dybde af -205 m (1995). Bunden blev ikke nået, fordi yderligere undersøgelser afslørede en topografisk konfiguration, der forhindrede yderligere fremskridt for robotten.
Målingen af afgrundens dybde blev foretaget den 1. oktober 2012, da Krzysztof Starnawski sendte en sonde fra en dybde på 217 meter til en dybde på 373 meter under en huleaktion fra organisationen ZO ČSS 7-02 Hranický kras Olomouc. Derefter dykkede han selv kortvarigt ned til 225 meters dybde, hvilket er den dybeste dybde, en dykker har nået på dette sted.
Hranice Abyss er et stort system af undergrunds-strukturer og huler, hvoraf nogle er fyldt med sedimenter (lag i jorden), som er aflejret over tid, mens andre huler er fyldt med vand.